# 450年
| 千纪： | 1千纪                                                                                           |
| 世纪： | 4世纪 \| 5世纪 \| 6世纪                                                                         |
| 年代： | 420年代 \| 430年代 \| 440年代 \| 450年代 \| 460年代 \| 470年代 \| 480年代                       |
| 年份： | 445年 \| 446年 \| 447年 \| 448年 \| 449年 \| 450年 \| 451年 \| 452年 \| 453年 \| 454年 \| 455年 |
| 纪年： | 庚寅年（虎年）；北魏太平真君十一年；南朝宋元嘉二十七年；高昌北凉承平八年                        |

## 大事记
- 國史之獄，北魏大臣崔浩因主持編纂的國史直書揭露了北魏統治者拓跋氏祖先的羞恥屈辱的歷史，被北魏太武帝下令族誅。
- 8月5日——宋文帝發動第二次元嘉北伐。
- 北魏與劉宋分別向對方境內發動進攻，爆發瓜步之戰。

## 逝世
- 狄奧多西二世（401年4月－450年7月28日，49岁），東羅馬帝國皇帝。
- 崔浩，北魏政治家。